# El caballero de Olmedo
El caballero de Olmedo es una obra de teatro de Lope de Vega escrita seguramente entre 1620 y 1625, y basada, como otras obras del mismo autor, en una canción popular:
Que de noche le mataron
al Caballero,
 la gala de Medina,
la flor de Olmedo.
La obra suele clasificarse como una tragedia (o tragicomedia), ya que introduce elementos propios de este género en su tradición clásica, como la presencia de un coro, el desenlace fatal de su protagonista o la temática del destino como fuerza inexorable que se impone a los personajes. Pese a ello, los dos primeros actos de la obra contienen muchos elementos en común con otras comedias lopescas de tema romántico.

## Personajes principales
- Don Alonso, «el caballero de Olmedo», personaje principal de la obra, viene a Medina del Campo, donde se enamora de doña Inés. Es caracterizado como atractivo, valiente y cortés.
- Doña Inés, la dama de la obra, de la que se enamoran tanto don Alonso como don Rodrigo.
- Doña Leonor, la hermana de doña Inés.
- Don Rodrigo, prometido de doña Inés, es el antagonista de don Alonso. Se le presenta como un personaje cobarde y traicionero.
- Fabia: alcahueta que sirve de intermediaria entre doña Inés y don Alonso. Es una figura similar a la Celestina de Rojas.
- Tello: criado de don Alonso y cómplice de su relación con doña Inés. Representa la figura del donaire o gracioso.

Aparte de estos personajes también podemos señalar otros que, a pesar de no tener tanta importancia, son destacables: doña Ana, la criada de doña Inés; Mendo, el criado de don Rodrigo, que es el que finalmente dispara a don Alonso; don Pedro, el padre de Inés y Leonor; don Fernando, amigo de don Rodrigo.

## Argumento

### Primer acto
Don Alonso, un noble caballero de Olmedo, va a la feria de Medina junto con su sirviente, Tello. Allí, ve a una hermosa dama, doña Inés, de la que se enamora. Contrata a una alcahueta, de nombre Fabia, a la que da una carta amorosa, que esta, a su vez, entregará a doña Inés a cambio de una cadena.
Fabia se dirige a la casa de doña Inés con la excusa de vender cosméticos, y la incita a leer unos papeles entre los cuales se encuentra la carta. Una vez que la ha leído, Fabia la convence para que la responda, pero en ese momento entra su prometido don Rodrigo, junto con su amigo don Fernando. Al encontrarse con Fabia se disgustan, pero Inés y su hermana, doña Leonor, los engañan diciendo que se trata de la anciana que lava la ropa. 
Más tarde, doña Inés responde a la carta de don Alonso, y Fabia se la lleva. Al llegar, don Alonso le dice a Tello que la lea primero, por miedo a posibles malas noticias. Tello la lee y se la devuelve. En esta se dice que don Alonso debe ir a casa de doña Inés a recoger un listón verde de chinelas, listón que esta dejará en la reja del jardín para que don Alonso se lo ponga y pueda reconocerlo.
Cuando llega la noche, don Alonso va junto con Tello por el listón. Se encuentran con don Rodrigo y don Fernando, dando una vuelta por la casa de doña Inés. Don Rodrigo y don Fernando encontraron el listón y decidieron cortarlo por la mitad. Al oír las voces de Alonso y Tello, se van. Al día siguiente, doña Inés ve a don Rodrigo con el listón y piensa que Fabia le ha tendido una trampa para que se enamorara de su prometido. Esta le explica lo ocurrido y confiesa que su verdadero amante es don Alonso, «el caballero de Olmedo».

### Segundo acto
Dos días más tarde, Alonso y Tello van hacia Medina. Tello le insinúa a Alonso la peligrosidad de este romance, puesto que Fabia, la alcahueta, se dedica a la magia. Para Alonso, el amor debe soportar cualquier tipo de peligro. Llegan a la casa, y Alonso e Inés empiezan a conocerse.
La escena es interrumpida por la llegada don Pedro, padre de Inés, lo que impone a Alonso y Tello el esconderse. Don Pedro, sorprendido de ver a su hija despierta a altas horas de la madrugada, le pregunta la razón de tal situación. Inés le miente, y dice estar rezando como consecuencia de su afán de ser ser monja. Por ello tiene necesidad de un hábito, una profesora de canto y un profesor de latín. Don Pedro accede a su deseo decidiendo que Tello le enseñe latín, y Fabia virtudes y costumbres.
Al ser Inés una monja no puede acudir a la feria de Medina, a la que el mismo rey asistiría. Alonso, a pesar de tener una revelación en un sueño en el cual moría, sí que acude por petición del rey.

### Tercer acto
La noche anterior al espectáculo de feria, Alonso tiene una pesadilla. En ella hay gentes del pueblo, sombras y una sombra oscura con su imagen. Se trata de la sombra de su cadáver. Iniciada la feria, don Alonso destaca como gran jinete picador de toros. Don Rodrigo, incapaz de soportar todos los elogios que el público lanza a don Alonso, se mete en la feria. Alonso manda a Fabia a casa de doña Inés para hablar con él antes de partir a Olmedo a comunicar a sus padres que no ha muerto. Mientras tanto, Rodrigo entra en faena, cae del caballo delante de un toro y Alonso le salva la vida. Rodrigo se enfurece aún más por deberle la vida al hombre del que tiene celos.
Antes de partir hacia Olmedo, don Alonso pasa por casa de Inés a despedirse de ella. Después de hacerlo, Alonso inicia rumbo hacia Olmedo. Tello no parte a la vez que Don Alonso. A mitad de camino de Olmedo, ve una sombra y se asusta, pero no le da más importancia, por lo que prosigue su camino. Cuando ya estaba cerca de su casa se siente amenazado por una canción que augura la muerte de 'El caballero de Olmedo', se prepara para el combate y decide averiguar quién canta, pero se encuentra con que no es más que un labrador. A los pocos instantes de despedirse, ve acercarse a unos caballeros, a quienes distingue casi al momento: se trata de Rodrigo, Fernando y su criado Mendo. Alonso, al ver que son ellos se despreocupa, pensando que no le harán nada. Contra todo pronóstico, Mendo lo hiere de muerte y los tres huyen hacia Medina.
Al cabo de un rato llega Tello, que se encuentra a Alonso en el suelo y lo ayuda a llegar ante sus padres. Mientras todo esto sucede, doña Inés le cuenta la verdad sobre don Alonso a su padre, y este accede a que se casen. Tello regresa a la casa y se encuentra con don Rodrigo y don Fernando, que tras la muerte de Alonso iban a pedir las manos de Inés y Leonor respectivamente. Rápidamente, le cuenta lo sucedido a Inés y al rey, que también se encuentra en la casa, y logra que haga ejecutar a ambos, dando fin a la obra.

## El mito del caballero de Olmedo y sus plasmaciones literarias
El mito del caballero existía mucho antes de que Lope de Vega se decidiera a escribir su tragicomedia. Joseph Pérez encontró en el archivo de Simancas un hecho que pudo dar origen a la leyenda. El 6 de noviembre de 1521 Miguel Ruiz, vecino de Olmedo, mató alevosamente a su vecino Juan de Vivero cuando regresaba de los toros de Medina del Campo, en el sitio que desde entonces se conoce como La cuesta del Caballero. De aquí pudo nacer el mito, aunque parece que este asunto de venganzas particulares tiene poco fuste para pervivir en la memoria de las gentes. Cabe preguntarse si la muerte de Juan de Vivero no se sumó a un mito preexistente. En todo caso, no hay duda de que Lope de Vega no tuvo noticia del suceso de 1521. La historia llegó hasta él por vía exclusivamente literaria. Es posible, como sugirió Francisco Rico, que en el siglo XVI se difundiera un romance sobre la muerte del caballero, del que lo único que habría llegado a nosotros serían dos versos ciertamente ambiguos y aplicables a otros muchos asuntos:
Caballeros de Medina
mal amenazado me han
El propio Rico supone que en el siglo XVII, a raíz del traslado de la corte a Valladolid (1601-1606), volvió a resurgir el mito. En ese contexto pudo escribirse un Baile del caballero, cuyos descendientes manuscritos e impresos han llegado hasta nosotros. La versión más difundida fue la que se publicó en un volumen titulado El Fénix de España Lope de Vega Carpio. Séptima parte de sus comedias (1617). Nuestro poeta no intervino en esa edición y es probable que el baile no sea suyo, sino un añadido arbitrario del editor. Bien es verdad que, aunque situado en tierras de Castilla la Vieja y en época moderna, tiene claras semejanzas con algunos romances moriscos del propio Lope.
En ese baile se incluía un breve cantarcillo, quizá anterior al propio baile:
Esta noche le mataron
al Caballero,
a la gala de Medina,
la flor de Olmedo.
Es indudable que Lope lo recordaba perfectamente ya que lo reprodujo con curiosas variantes en El santo negro Rosambuco, en el Auto del pan y del palo y en el Auto de los cantares. También conocía el baile, si es que no era suyo.
Además tenemos una comedia anónima, conservada en un manuscrito con fecha de 1606 e impresa en 1626 con el título de El caballero de Olmedo o la viuda por casar, y una parodia, probablemente tardía, debida a Francisco Antonio de Monteser, publicada en 1651 como Comedia burlesca de El caballero de Olmedo.